# 2014 RC
2014 RC est un petit astéroïde qui, aux environs de 18 h 1 UTC le 7 septembre 2014,, est passé à 0,000 267 unités astronomiques (39 942,666 km) de la Terre, soit approximativement 10 % de la distance Terre-Lune. Il atteint une magnitude apparente maximale de 11,5 lorsqu'il est à une déclinaison d'environ –47°, le rendant observable surtout dans l'hémisphère sud.
L'astéroïde a une taille similaire à celui du météore de Tcheliabinsk et passe à une distance semblable de la Terre à celle qu'est passé (367943) Duende (2012 DA14) en 2013.
2014 RC est retiré de la Sentry Risk Table du Jet Propulsion Laboratory, le 5 septembre 2014. Il ne présenterait aucun risque d'impact pour les 100 années suivantes et s'approchera à nouveau les 8 et 9 septembre 2115, où il passera à environ 0,001 5 unités astronomiques (224 397 km) de la Terre.

## Cratère au Nicaragua: une simple coïncidence
Quelque treize heures avant le périgée de l'astéroïde, une explosion survient dans la capitale nicaraguayenne Managua, où un cratère de douze mètres est par la suite retrouvé. Pour l'heure, aucun témoin ni aucune image ne reporte l'apparition d'un météore dans le ciel, donc rien n'assure que ce cratère soit le fait d'un impact cosmique. Par ailleurs, l'écart de treize heures entre cet événement et le passage de 2014 RC est trop grand pour que les deux événement soient liés : il s'agit donc d'une pure coïncidence.